# Valon Berisha
Valon Berisha, född 7 februari 1993 i Malmö, är en i Sverige född kosovoalbansk-norsk professionell fotbollsspelare (mittfältare) som spelar för LASK Linz.

## Karriär
Den 3 juli 2018 bekräftade Lazio att man har värvat Valon Berisha.
Den 9 juli 2020 värvades Berisha av franska Stade Reims, där han skrev på ett fyraårskontrakt. Den 7 september 2022 lånades Berisha ut till australiska Melbourne City på ett säsongslån.
Den 8 januari 2024 värvades Berisha av LASK Linz, där han skrev på ett 2,5-årskontrakt.